# I liga paragwajska w piłce nożnej (1962)
Mistrzem Paragwaju został klub Club Olimpia, natomiast wicemistrzem Paragwaju został klub Club Nacional.
Mistrzostwa rozegrano systemem każdy z każdym mecz i rewanż. Najlepszy w tabeli klub został mistrzem Paragwaju.
Do turniejów międzynarodowych zakwalifikowały się następujące kluby:
- Copa Libertadores 1963: Club Olimpia

Nikt nie spadł, ani nikt z drugiej ligi nie awansował.

## Primera División

### Tabela końcowa sezonu 1962
| Poz | Klub                  | Punkty |
| --- | --------------------- | ------ |
| 1   | Club Olimpia          | 34     |
| 2   | Club Nacional         | 31     |
| 3   | Club River Plate      | 28     |
| 4   | Cerro Porteño         | 23     |
| 5   | Club Guaraní          | 18     |
| 6   | Club Libertad         | 16     |
| 7   | Tembetary Ypané       | 16     |
| 8   | Club Presidente Hayes | 15     |
| 9   | Sportivo San Lorenzo  | 15     |
| 10  | Sportivo Luqueño      | 14     |
| 11  | Club Sol de América   | 10     |

Baraż o utrzymanie się w pierwszej lidze.
- Club Sol de América – General Caballero Asunción 3:0 i 2:2

Klub Club Sol de América pozostał w pierwszej lidze, a General Caballero Asunción w drugiej.

## Klasyfikacja strzelców w sezonie 1962
| Gole | Piłkarz          | Klub          |
| ---- | ---------------- | ------------- |
| 19   | Cecilio Martínez | Club Nacional |